# Universitario de Deportes
Club Universitario de Deportes – peruwiański klub piłkarski z Limy, zwanym w skrócie przez kibiców peruwiańskich La «U». Obok Alianzy Lima jest najlepszym klubem piłkarskim w Peru, założonym w 1924 roku.
U siebie Universitario rozgrywa mecze na stadionie Estadio Monumental. Stadion ten posiada pojemność ponad 80 000 widzów z powodu specjalnych nisz położonych nad trybunami.
Universitario uchodzi w Peru za klub tradycyjnie preferujący futbol waleczny. Przynosi to efekty, pomimo tego, że krajowi przeciwnicy zgodnie z peruwiańską tradycją grają bardziej efektownie dla oka, stosując więcej lubianych przez widzów sztuczek technicznych. Także z tego powodu Universitario ma spośród peruwiańskich klubów najwięcej sukcesów na arenie międzynarodowej.

## Historia

### Początki
W swoich prapoczątkach Universitario było drużyną złożoną ze studentów (stąd nazwa klubu) wywodzących się ze średniej lub niższych klas peruwiańskiego społeczeństwa. Stąd, wielu graczy w początkowych dniach, mieli białą skórę lub byli metysami, w odróżnieniu od tradycyjnego rywala, Alianzy, gdzie większość graczy to byli ludzie czarną skórę lub byli mulatami. Z biegiem czasu wszystko to uległo zmianie. Dzisiaj skóra graczy nie odgrywa żadnej roli. Jednak zostało jeszcze trochę różnic ze starych czasów, na przykład powszechnie używany przydomek Alianzy – Blanquiazules – który wywodzi się od biało-niebieskich koszulek drużyny (blanco – biały, azul – niebieski). Do pierwszego meczu (clásico) z odwiecznym rywalem doszło 23 września 1928.
Pierwszy tytuł mistrza kraju Univeristario zdobyło 5 lat od momentu założenia klubu – w 1929 i dziwnym trafem po następne dwa tytuły mistrza Peru Universitario sięgało dokładnie co 5 lat – w 1934 i w 1939. Dopiero tytuł z 1941 przełamał tą co-pięcioletnią passę. W latach 1945 i 1946 klub po raz pierwszy został mistrzem dwa razy z rzędu. Później udało się powtórzyć ten wyczyn jeszcze czterokrotnie. Po dobrych latach 40., kiedy to 4-krotnie zdobyto mistrzostwo nastąpiły dość słabe lata 50. i tylko jeden tytuł mistrza w 1959, zwiastujący złoty okres w historii klubu.

### Złoty okres
19 kwietnia 1961 Universitario zadebiutowało w Copa Libertadores. Rywalem był obrońca trofeum urugwajski CA Peñarol. Mecz na Estadio Centenario zakończył się klęską 0:5. W rewanżu mistrzowie Peru wygrali tylko 2:0. Mistrzostwo z 1964 umożliwiło kolejną międzynarodową próbę, ale w 1965 kolejne rozczarowanie – ostatnie miejsce za Santosem FC i Club Universidad de Chile. W 1966 jako wicemistrzowie Peru nie awansowali do następnej rundy, ale zajęli trzecie miejsce w sześciozespołowej grupie tuż za dwoma argentyńskimi klubami z Buenos Aires – River Plate i Boca Juniors. Odwieczni rywale i aktualni mistrzowie Peru, drużyna Alianzy zajęła dopiero piąte miejsce. W następnym roku Universitario wreszcie wyszło z grupy i awansowało do dalszych gier, zmuszając do barażowego meczu słynny Racing, który w tym roku miał sięgnąć po najwyższe trofeum. 18 lipca 1967 w Santiago Universitario uległo w walce o finał 1:2. Na pocieszenie pozostało drugie z rzędu mistrzostwo kraju. W 1968 ponownie wyszli z grupy, ale przegrali w półfinale. Po czterech startach z rzędu w 1969 Universitario z powodu słabszego sezonu 1968 w lidze na arenie międzynarodowej pauzowało, za to w kraju kolejny raz zdobyło tytuł mistrza kraju. W 1970 ponownie wyszli z grupy na pierwszym miejscu, ale w ćwierćfinale nie dali rady klubom z Argentyny. W następnym roku zrewanżowali się na Argentyńczykach, eliminując ich reprezentantów już w pierwszej rundzie. W kolejnym etapie jednak jak zwykle ostatni – tym razem wyprzedziły Universitario takie kluby jak Club Nacional de Football i SE Palmeiras. Mistrzostwo kraju w 1971 i start w Copa Libertadores 1972 stanowią uwieńczenie najlepszego okresu w historii klubu. W grupie zajęli pierwsze miejsce i w półfinale sprawili wielką sensację, zostawiając w tyle dwa giganty z Montevideo – Nacional i Penarol. Universitario stanęło na szczytach południowoamerykańskiego, a więc także i światowego futbolu. W finale czekał na nich CA Independiente, szykujący się właśnie do imponującego wyczynu jakim był czterokrotny z rzędu triumf w najważniejszym pucharze Ameryki Południowej. Pierwszy mecz 17 maja w Limie zakończył się bezbramkowym remisem. Rewanż w Avellaneda odbył się 25 maja 1972 na Estadio Almirante Cordero w obecności 55000 widzów. Już w 6 minucie Maglioni zdobył prowadzenie dla Independiente. Gdy w drugiej połowie Maglioni w 61 minucie podwyższył na 2:0 dla Argentyńczyków, nikt już nie wierzył, że mistrzowie Peru zdołają się podnieść. Ale na 11 minut przed końcem znakomity napastnik reprezentacji Peru Percy Rojas zdobył bramkę kontaktową, sprawiając, że do ostatniego gwizdka sprawa ostatecznego triumfu była otwarta. Peruwiańczykom nie udało się wyrównać, jednak nie zmienia to faktu, że był to największy wyczyn w historii klubowej piłki peruwiańskiej.

W finałowym rewanżu Univeristario zagrało w następującym składzie: Ballesteros, Soría, Cuellar, Chumpítaz, Luna, Techera (Alva), Cruzado, Castañeda, Munante, Rojas, Ramírez (Bailetti).

Świetny występ zasłonił fakt, że drużyna nie zdobyła kolejnego tytułu mistrza kraju. W 1973 apetyty były wielkie, toteż ostatnie miejsce w grupie było dla kibiców Universitario szokiem. Nikt jeszcze wtedy nie spodziewał się, że było to symboliczne zakończenie złotego okresu w historii klubu, który nie zdołał dotąd wznieść się na podobne wyżyny.
Co prawda jeszcze w 1974 zdobyto mistrzostwo, a w 1975 w Copa Libertadores udało się wyeliminować Penarol i nawet doszło do walki o ponowny występ w finale, jednak nie udało się wygrać z chilijskim Unión Española Santiago.

### Słabszy okres
Nastąpiły kolejne słabsze lata. Ostatni występ na arenie międzynarodowej w latach 70. miał miejsce w roku 1979 i zakończył się drugim miejscem w grupie za brazylijskim Guarani FC, co oznaczało pożegnanie się z turniejem. Po ośmiu latach przerwy, w 1982 Universitario ponownie został mistrzem Peru, a później jeszcze w 1985 i 1987. W latach 80. klub pięciokrotnie podchodził do Copa Libertadores i tylko dwukrotnie i to dzięki zmianom w regulaminie nie zakończył udziału na pierwszej rundzie. W latach 90. Univeristario pięciokrotnie zdobyło mistrzostwo kraju, nawiązując do znakomitych lat 60. Pięciokrotny udział w Copa Libertadores zawsze kończył się mizernie, w najlepszym razie na 1/8 finału. W 1992 r. drużyna zadebiutowała w mającym być odpowiednikiem europejskiego pucharu UEFA – Copa CONMEBOL. Jednak już w pierwszej rundzie Universitario uległo z łatwością Nacionalowi Quito dwukrotnie przegrywając 1:3. Ale w 1997 w drugim podejściu drużyna dotarła do półfinału, gdzie została zmasakrowana przez Clube Atlético Mineiro, triumfatora tej edycji pucharu. W latach 1998–2001 klub regularnie brał udział w Copa Merconorte, za każdym razem kończąc swój udział na pierwszej rundzie, i to na ogół na ostatni miejscu w grupie. W roku 2000 Universitario po raz ostatni jak dotąd sięgnęło po tytuł mistrza kraju. W Copa Libertadores starty w latach 2000, 2001, 2003 i 2006 kończyły się tradycyjnie na rozgrywkach grupowych. W Copa Sudamericana, powstałym po fuzji pucharów Copa Mercosur i Copa Merconorte Universitario wzięło jak dotąd udział dwukrotnie – w 2002 i 2003 r., za każdym razem odpadając w pierwszej rundzie. W lidze po mistrzostwie w 2000 r. jedynym sukcesem było zwycięstwo w turnieju Apertura w 2002 r. Jednak mistrzem kraju został Sporting Cristal, gdyż w turnieju Clausura Universitario zajęło dopiero jedenaste miejsce, a by móc stoczyć bój o mistrzostwo, powinno zająć miejsce co najmniej czwarte. W 2005 w Apertura drużyna zajęła drugie miejsce, a w Clausra miejsce czwarte. W 2006 zakończył się turniej Apertura, w którym Universitario zajęło szóstą pozycję, a obecnie rozegrano już sześć kolejek turnieju Clausura. Dnia 20 sierpnia 2006 w szóstej kolejce Universitario przegrało na wyjeździe z Alianzą Lima 0:1 i zajęło ósme miejsce w tabeli.

### Główni rywale klubu Universitario

#### Sporting Cristal
Kolejnym po Alianzie głównym rywalem Universitario jest Club Sporting Cristal. Rywalizacja pomiędzy obu tymi klubami zaczęła gwałtownie narastać w ciągu ostatnich kilkunastu lat, począwszy od końca lat 80. XX wieku. Sporting Cristal tradycyjnie jest najbogatszym klubem w Peru, finansowanym przez przemysł browarniczy. W historii obu klubów często zdarzało się, że Cristal próbował, nierzadko z powodzeniem, podkupywać najlepszych graczy, trenerów czy członków sztabu szkoleniowego z Universitario. Na przykład Jose Chemo del Solar, jeden z symboli-graczy Universitario zdecydował się zostać trenerem Sportingu Cristal w jego trenerskim debiucie w Peru w 2005. To doprowadziło do licznych zaburzeń pomiędzy kibicami obu drużyn, tym bardziej że nowy trener doprowadził swój zespół do mistrzostwa. Dotąd wielu kibiców Universitario uważało Del Solara nie tylko za swego idola, ale także za człowieka w pełni oddanego klubowi (gdy był jeszcze graczem, wielokrotnie pojawiał się na trybunach wśród grupy kibiców Trinchera Norte). Toteż jego decyzja, by objąć posadę trenera Sportingu Cristal uznana została za zdradę zarówno klubu, jak i samej Trinchery. Pomimo tego Del Solar głosi, że nadal kibicuje Universitario.

#### Cienciano Cuzco
Po roku 2003 rozpoczęła się dla Universitario nowa rywalizacja – tym razem z Cienciano Cuzco. Cienciano to mały, prowincjonalny klub z miasta Cuzco, do tej pory bez znaczących sukcesów na arenie krajowej. Ale to właśnie ten klub w 2003 zdobył Copa Sudamericana, pokonując po drodze największe potęgi Ameryki Południowej. Był to pierwszy puchar klubu pochodzącego z Peru. Cienciano dokonało tego opierając swój skład niemal w całości na byłych graczach Universitario. Najbardziej dobitnym przykładem jest tutaj peruwiańsko-argentyński bramkarz Oscar Ibañez, były kapitan drużyny Universitario. Opuścił klub w wyniku zatargów z zarządem. W przeciwieństwie do Del Solara wciąż jest uwielbiany przez większość kibiców Universitario.
Większość najlepiej dopingujących kibiców Universitario kibicuje swojemu klubowi bardziej niż reprezentacji narodowej. Nie jest niczym niezwykłym widok kibiców Universitario wspierających zespoły z innych krajów grające przeciwko krajowym rywalom klubu.

## Kibice
Do największych grup kibiców należą La Trinchera Norte (Północny Okop) oraz z powodu zajmowanego miejsc na stadionie La Barra Oriente (Wschodnia Strona). Trinchera Norte ma opinię grupy nieco bardziej gwałtownej i agresywnej. Członkowie obu grup podróżują wspólnie by wspierać swój klub Universitario. Były osobliwy członek Trinchera Norte, zwany Misterio, słynny na całe Peru, zabił się grając w rosyjską ruletkę.
W przeszłości jeśli gracz choć raz zagrał dla Universitario, nie mógł już grać dla Alianzy, i na odwrót. Jednak w ciągu dwudziestu kilku lat trochę się pod tym względem zmieniło, choć nadal tacy gracze nie są w pełni akceptowani przez najlepszych zwolenników Universitario.

## Osiągnięcia

### Krajowe
- Primera División

| zwycięstwo (28):     | 1929, 1934, 1939, 1941, 1945, 1946, 1949, 1959, 1960, 1964, 1966, 1967, 1969, 1971, 1974, 1982, 1985, 1987, 1990, 1992, 1993, 1998, 1999, 2000, 2009, 2013, 2020, 2024 |
| drugie miejsce (15): | 1928, 1932, 1933, 1940, 1955, 1965, 1970, 1972, 1978, 1984, 1988, 1995, 2002, 2008, 2020                                                                               |

- Torneo Plácido Galindo

| zwycięstwo (0):     | –    |
| drugie miejsce (1): | 1989 |

### Międzynarodowe
- Copa Libertadores

| zwycięstwo (0):     | –    |
| drugie miejsce (1): | 1972 |

## Informacje o klubie
Barwy
Strój podstawowy: koszulki i spodenki kremowe, podkolanówki czarne
Strój rezerwowy: koszulki i spodenki ciemnoczerwone, podkolanówki czarne
Pierwotna nazwa klubu: Federación Universitaria.
Klub został założony przez studentów Universidad Nacional Mayor de San Marcos – najstarszego uniwersytetu w obu Amerykach (rocznik 1551).
Pierwszy oficjalny mecz
Turniej amatorski 1928: Federación Universitaria – José Olaya de Chorrillos 7:1
Oficjalne pseudonimy
„Merengues”, „Cremas”
Stadiony
Estadio Nacional – pojemność 45 000 widzów

Estadio Lolo Fernández – pojemność 15 000 widzów

Estadio Monumental – pojemność 80 093 widzów